# Charops breviceps
Charops breviceps là một loài tò vò trong họ Ichneumonidae.